# Bellengreville (Calvados)
Bellengreville è un comune francese di 1 583 abitanti situato nel dipartimento del Calvados nella regione della Normandia.

## Società

### Evoluzione demografica
Abitanti censiti